# Liste des monuments aux morts dans le Doubs
Pour un article plus général, voir Liste des œuvres d'art du Doubs.
Cet article vise à recenser les monuments aux morts dans le Doubs, en France.
Narbief et Soulce-Cernay ont la particularité de ne pas avoir de monument aux morts, elles font partie des rarissimes communes françaises qui ne déplorent aucun habitant tué lors des conflits.

## Liste
Les monuments sont classés par ordre alphabétique de communes, ou anciennes communes. Si une commune possède plusieurs monuments, ils sont classés par ordre chronologique des conflits commémorés.
| Œuvre | Auteur                                              | Commune                      | Localisation | Notes                                                                                                | Installation | Coordonnées                      | Illustration |
| --- | --------------------------------------------------- | ---------------------------- | --- | --- | ------------ | -------------------------------- | --- |
| Monument aux morts de 1914-1918                                                                                    | À déterminer                                        | Abbans-Dessous               | À côté de l'église de l'Assomption                                                                                        | | À déterminer | à géolocaliser                   | Monument aux morts de 1914-1918 |
| Monument aux morts                                                                                                 | À déterminer                                        | Abbans-Dessous               | Intersection de la rue Jouffroy d'Abbans et de l'impasse du Monument                                                      | | À déterminer | à géolocaliser                   | Image manquante |
| Monument aux morts de 1914-1918                                                                                    | À déterminer                                        | Abbenans                     | À déterminer | | À déterminer | à géolocaliser                   | Monument aux morts de 1914-1918 |
| Pietà (monument aux morts)                                                                                         | À déterminer                                        | Abbenans                     | Dans l'église Saint-Ermenfroi                                                                                             | Représente une Pietà.                                                                                | À déterminer | à géolocaliser                   | Pietà (monument aux morts) |
| Monument aux morts                                                                                                 | Armand Bloch                                        | Abbévillers                  | Sous le porche de la mairie                                                                                               | Inscrit MH (2022).                                                                                   | 1921         | 47° 25′ 51″ nord, 6° 55′ 08″ est | Monument aux morts d'Abbévillers |
| Monument aux morts                                                                                                 | À déterminer                                        | Adam-lès-Vercel              | Devant la mairie | | 1920         | à géolocaliser                   | Monument aux morts |
| Monument aux morts                                                                                                 | À déterminer                                        | Aibre                        | Sur la place du Souvenir Français, au bord de la RD 37                                                                    | Érigé en face de la mairie, à l'intersection de la Grande rue (RD 683) et de la rue du Mont en 1921. | À déterminer | à géolocaliser                   | Monument aux morts |
| Monument aux résistants assassinés par la Gestapo le 22 septembre 1944                                             | À déterminer                                        | Aibre                        | Sur la place du Souvenir Français, au bord de la RD 37                                                                    | Érigé[Quand ?] sur le lieu de leur exécution à Trémoins.                                             | À déterminer | à géolocaliser                   | Monument aux résistants assassinés par la Gestapo le 22 septembre 1944                                                                          |
| Monument aux morts                                                                                                 | À déterminer                                        | Aïssey                       | En face de la mairie | | À déterminer | à géolocaliser                   | Monument aux morts |
| Monument aux morts                                                                                                 | À déterminer                                        | Alaise                       | Rue Alphonse Delacroix (RD 139), à côté de l'église Saint-Jean-Baptiste                                                   | | À déterminer | à géolocaliser                   | Monument aux morts |
| Monument aux morts                                                                                                 | À déterminer                                        | Allenjoie                    | À côté du temple luthérien                                                                                                | | 1921         | à géolocaliser                   | Image manquante |
| Monument aux morts de 1870-1871                                                                                    | À déterminer                                        | Allondans                    | Dans le cimetière | | À déterminer | à géolocaliser                   | Image manquante |
| Monument aux morts de 1914-1918                                                                                    | À déterminer                                        | Allondans                    | À côté du temple luthérien et du lavoir                                                                                   | | À déterminer | à géolocaliser                   | Monument aux morts de 1914-1918 |
| Monument aux morts de 1939-1945                                                                                    | À déterminer                                        | Allondans                    | Dans le bois | | À déterminer | à géolocaliser                   | Image manquante |
| Monument aux morts                                                                                                 | À déterminer                                        | Amagney                      | À côté de la mairie | Érigé en 1919 à l'intersection de la rue de La Chirette et de la rue La Combotte (RD 226).           | 2014         | à géolocaliser                   | Image manquante |
| Monument aux morts                                                                                                 | À déterminer                                        | Amancey                      | À côté de l'église Saint-Jean-Baptiste                                                                                    | | À déterminer | à géolocaliser                   | Monument aux morts |
| Monument aux morts                                                                                                 | À déterminer                                        | Amathay-Vésigneux            | À déterminer | | À déterminer | à géolocaliser                   | Image manquante |
| Monument aux morts                                                                                                 | À déterminer                                        | Amondans                     | À déterminer | | À déterminer | à géolocaliser                   | Monument aux morts |
| Monument aux morts                                                                                                 | À déterminer                                        | Anteuil                      | À déterminer | | 1921         | à géolocaliser                   | Monument aux morts |
| Monument aux morts de Glainans                                                                                     | À déterminer                                        | Anteuil                      | À côté de l'église Saint-Nicolas                                                                                          | | À déterminer | à géolocaliser                   | Monument aux morts de Glainans |
| Monument aux morts de Tournedoz                                                                                    | À déterminer                                        | Anteuil                      | À côté de la mairie | | À déterminer | à géolocaliser                   | Image manquante |
| Monument aux morts                                                                                                 | À déterminer                                        | Arbouans                     | Chemin du stade | | 2011         | 47° 29′ 16″ nord, 6° 48′ 32″ est | Monument aux morts d'Arbouans |
| Monument aux morts                                                                                                 | À déterminer                                        | Arc-et-Senans                | À déterminer | | À déterminer | à géolocaliser                   | Image manquante |
| Pietà (monument aux morts)                                                                                         | À déterminer                                        | Arc-et-Senans                | Dans l'église Saint-Bénigne                                                                                               | Représente une Pietà.                                                                                | À déterminer | à géolocaliser                   | Image manquante |
| Monument aux morts                                                                                                 | Jules Guillin                                       | Arc-sous-Cicon               | À déterminer | | À déterminer | à géolocaliser                   | Image manquante |
| Monument aux morts                                                                                                 | À déterminer                                        | Arc-sous-Montenot            | Près de l'église Saint-Laurent                                                                                            | | À déterminer | 46° 54′ 43″ nord, 5° 59′ 56″ est | Monument aux morts d'Arc-sous-Montenot |
| Monument aux morts                                                                                                 | À déterminer                                        | Arcey                        | À côté de l'église Saint-Privat                                                                                           | | À déterminer | à géolocaliser                   | Image manquante |
| Poilu baïonnette au canon (d) (monument aux morts)                                                                 | Copie d'après Étienne Camus                         | Arçon                        | Au chevet de l'église de l'Assomption, à côté de la mairie, rue des Tilleuls                                              | | À déterminer | 46° 56′ 51″ nord, 6° 22′ 39″ est | Monument aux morts d'Arçon |
| Monument aux morts                                                                                                 | À déterminer                                        | Aubonne                      | À déterminer | | À déterminer | à géolocaliser                   | Monument aux morts |
| Monument aux morts                                                                                                 | À déterminer                                        | Audeux                       | À déterminer | | 1925         | à géolocaliser                   | Monument aux morts |
| Monument aux morts de 1870-1871                                                                                    | À déterminer                                        | Audincourt                   | Dans le cimetière | | À déterminer | à géolocaliser                   | Image manquante |
| Monument aux morts                                                                                                 | À déterminer                                        | Audincourt                   | À déterminer | | À déterminer | à géolocaliser                   | Image manquante |
| Monument aux morts                                                                                                 | À déterminer                                        | Autechaux                    | Dans le cimetière | | À déterminer | à géolocaliser                   | Image manquante |
| Monument aux morts                                                                                                 | Gaussin                                             | Autechaux-Roide              | Sur la place du Souvenir Français                                                                                         | | 1923         | 47° 23′ 32″ nord, 6° 48′ 55″ est | Monument aux morts d'Autechaux-Roide |
| Monument aux morts                                                                                                 | À déterminer                                        | Auxon-Dessous                | À déterminer | | À déterminer | à géolocaliser                   | Image manquante |
| Monument aux morts                                                                                                 | À déterminer                                        | Auxon-Dessus                 | Sur la place du Souvenir Français                                                                                         | | À déterminer | à géolocaliser                   | Monument aux morts |
| Monument aux morts d'Avanne                                                                                        | À déterminer                                        | Avanne-Aveney                | À côté de la mairie | | À déterminer | à géolocaliser                   | Image manquante |
| Monument aux morts d'Aveney                                                                                        | À déterminer                                        | Avanne-Aveney                | À déterminer | | À déterminer | à géolocaliser                   | Image manquante |
| Monument aux martyrs des groupes Guy Moquet et Marius Vallet                                                       | À déterminer                                        | Avanne-Aveney                | Au lieu-dit Champlier, sur le belvédère du rocher de Valmy                                                                | | À déterminer | à géolocaliser                   | Monument aux martyrs des groupes Guy Moquet et Marius Vallet                                                                                    |
| Monument aux morts                                                                                                 | À déterminer                                        | Avilley                      | Rue des Chenevières (RD 486), devant la mairie                                                                            | | À déterminer | 47° 25′ 36″ nord, 6° 15′ 58″ est | Monument aux morts d'Avilley |
| Monument aux morts                                                                                                 | À déterminer                                        | Avoudrey                     | Intersection de la rue de la Presse et de la rue de la Distillerie                                                        | | À déterminer | 47° 08′ 20″ nord, 6° 26′ 05″ est | Image manquante |
| Monument aux morts                                                                                                 | À déterminer                                        | Bannans                      | Au chevet de l'église Saint-André                                                                                         | | 1921         | 46° 53′ 08″ nord, 6° 14′ 13″ est | Monument aux morts de Bannans |
| Monument aux morts                                                                                                 | À déterminer                                        | Bart                         | Dans le cimetière | | À déterminer | à géolocaliser                   | Image manquante |
| Monument aux morts                                                                                                 | À déterminer                                        | Battenans-Varin              | Intersection de la rue de la Cascade et de la rue Principale                                                              | | À déterminer | à géolocaliser                   | Image manquante |
| Monument aux morts de 1870-1871                                                                                    | À déterminer                                        | Baume-les-Dames              | Dans le cimetière | | À déterminer | à géolocaliser                   | Image manquante |
| Monument aux morts                                                                                                 | À déterminer                                        | Baume-les-Dames              | Dans le cimetière | | À déterminer | à géolocaliser                   | Image manquante |
| Monument aux morts                                                                                                 | À déterminer                                        | Bavans                       | À déterminer | | À déterminer | à géolocaliser                   | Image manquante |
| Monument aux morts                                                                                                 | À déterminer                                        | Belfays                      | Rue Principale | | À déterminer | à géolocaliser                   | Image manquante |
| On ne passe pas (d) (monument aux morts)                                                                           | Copie d'après Eugène Piron                          | Belleherbe                   | À déterminer | | À déterminer | à géolocaliser                   | On ne passe pas (d) (monument aux morts) |
| Monument aux morts                                                                                                 | À déterminer                                        | Belmont                      | Dans l'église Saint-Grat                                                                                                  | Plaque.                                                                                              | À déterminer | à géolocaliser                   | Image manquante |
| Monument aux morts                                                                                                 | À déterminer                                        | Berthelange                  | À côté de l'église Saint-Martin                                                                                           | | À déterminer | à géolocaliser                   | Monument aux morts |
| Monument aux morts de 1870-1871                                                                                    | À déterminer                                        | Besançon                     | Dans le cimetière des Champs Bruley                                                                                       | | 1893         | à géolocaliser                   | Monument aux morts de 1870-1871 |
| Monument aux morts de 1914-1918                                                                                    | À déterminer                                        | Besançon                     | Dans l'église Saint-Pierre                                                                                                | | À déterminer | à géolocaliser                   | Monument aux morts de 1914-1918 |
| Monument aux morts de 1914-1918                                                                                    | À déterminer                                        | Besançon                     | Dans le temple du Saint-Esprit                                                                                            | | À déterminer | à géolocaliser                   | Monument aux morts de 1914-1918 |
| Monument aux morts de 1914-1918                                                                                    | À déterminer                                        | Besançon                     | Dans la synagogue | | À déterminer | à géolocaliser                   | Monument aux morts de 1914-1918 |
| Monument aux morts de 1914-1918                                                                                    | À déterminer                                        | Besançon                     | Dans le cimetière juif | | À déterminer | à géolocaliser                   | Monument aux morts de 1914-1918 |
| Monument aux morts                                                                                                 | À déterminer                                        | Besançon                     | Dans l'église du Sacré-Cœur                                                                                               | | À déterminer | à géolocaliser                   | Image manquante |
| Monument aux morts                                                                                                 | À déterminer                                        | Besançon                     | Dans l'église Saint-Hippolyte                                                                                             | | À déterminer | à géolocaliser                   | Monument aux morts |
| Monument aux résistants des groupes Guy Mocquet et Marius Vallet condamnés à mort ou déportés en septembre 1943    | À déterminer                                        | Besançon                     | Sur le pillier gauche du portail de la maison d'arrêt                                                                     | | 2008         | à géolocaliser                   | Monument aux résistants des groupes Guy Mocquet et Marius Vallet condamnés à mort ou déportés en septembre 1943                                 |
| Monument aux résistants exécutés le 19 mai 1944                                                                    | À déterminer                                        | Besançon                     | Sur le pillier droit du portail de la maison d'arrêt                                                                      | | À déterminer | à géolocaliser                   | Monument aux résistants exécutés le 19 mai 1944                                                                                                 |
| Monument aux morts de 1870-1871                                                                                    | À déterminer                                        | Bethoncourt                  | Dans le cimetière | | À déterminer | à géolocaliser                   | Image manquante |
| Monument aux morts                                                                                                 | Verpillot                                           | Bethoncourt                  | À déterminer | | À déterminer | 47° 31′ 54″ nord, 6° 47′ 40″ est | Monument aux morts de Bethoncourt |
| Monument aux résistant morts le 13 octobre 1944                                                                    | À déterminer                                        | Bethoncourt                  | À déterminer | | À déterminer | 47° 31′ 54″ nord, 6° 47′ 40″ est | Monument aux résistant morts le 13 octobre 1944                                                                                                 |
| Monument aux morts                                                                                                 | À déterminer                                        | Beure                        | Dans le cimetière | | 1923         | 47° 12′ 17″ nord, 5° 59′ 58″ est | Monument aux morts de Beure |
| Monument aux morts                                                                                                 | À déterminer                                        | Bians-les-Usiers             | Sur le parvis de l'église de l'Immaculée-Conception, à l'intersection de la route du Val (RD 48) et de la rue de l'Église | | À déterminer | 46° 57′ 38″ nord, 6° 16′ 08″ est | Monument aux morts de Bians-les-Usiers |
| Monument aux morts                                                                                                 | À déterminer                                        | Bief                         | Sous l'auvent d'entrée de la mairie                                                                                       | | À déterminer | 47° 19′ 38″ nord, 6° 46′ 01″ est | Monument aux morts de Bief |
| Monument aux morts                                                                                                 | À déterminer                                        | Blamont                      | Intersection de la Rue Jules Ferry et de la Grande Rue                                                                    | | À déterminer | 47° 23′ 10″ nord, 6° 50′ 55″ est | Monument aux morts de Blamont |
| Monument aux morts de 1870-1871                                                                                    | À déterminer                                        | Bondeval                     | Dans le cimetière | | À déterminer | à géolocaliser                   | Image manquante |
| Monument aux morts                                                                                                 | À déterminer                                        | Bonnal                       | Dans l'église Saint-Paul                                                                                                  | Plaque.                                                                                              | À déterminer | à géolocaliser                   | Image manquante |
| Monument aux morts                                                                                                 | À déterminer                                        | Bonnevaux                    | Rue du Jura (RD 47) | | À déterminer | 46° 48′ 29″ nord, 6° 11′ 03″ est | Monument aux morts de Bonnevaux |
| Monument aux morts                                                                                                 | À déterminer                                        | Bonnevaux-le-Prieuré         | À déterminer | | À déterminer | à géolocaliser                   | Monument aux morts |
| Monument aux morts de Bouclans et Vauchamps                                                                        | À déterminer                                        | Bouclans                     | À déterminer | | À déterminer | à géolocaliser                   | Monument aux morts de Bouclans et Vauchamps |
| Monument aux morts                                                                                                 | À déterminer                                        | Boujailles                   | Dans l'église Saint-Maurice                                                                                               | | À déterminer | à géolocaliser                   | Monument aux morts |
| Poilu blessé (monument aux morts)                                                                                  | Copie d'après Jules Déchin                          | Boujailles                   | Sur la place de Mairie | | À déterminer | à géolocaliser                   | Poilu blessé (monument aux morts) |
| Monument aux morts                                                                                                 | À déterminer                                        | Bourguigon                   | À déterminer | | À déterminer | à géolocaliser                   | Monument aux morts |
| Poilu écrasant l'aigle allemand (d) et statue de Jeanne d'Arc au sacre (monument aux morts)                        | Copie d'après Charles-Henri Pourquet et Paul Aubert | Bretonvillers                | À déterminer | Représente Jeanne d'Arc.                                                                             | À déterminer | à géolocaliser                   | Image manquante |
| Statue de Jeanne d'Arc au sacre (monument aux morts)                                                               | Copie d'après Paul Aubert                           | Brey-et-Maison-du-Bois       | À côté de l'église Saint-Sébastien                                                                                        | Représente Jeanne d'Arc.                                                                             | À déterminer | à géolocaliser                   | Statue de Jeanne d'Arc au sacre (monument aux morts)« Monument aux morts de 1914-1918 à Le Brey », sur À nos grands hommes                      |
| Monument aux morts                                                                                                 | À déterminer                                        | Boussières                   | À déterminer | | À déterminer | à géolocaliser                   | Image manquante |
| Monument aux morts                                                                                                 | Georges Marconnet                                   | Brognard                     | À déterminer | | À déterminer | à géolocaliser                   | Monument aux morts |
| Monument aux morts                                                                                                 | À déterminer                                        | Buffard                      | À côté de l'église Saint-Hilaire                                                                                          | | À déterminer | à géolocaliser                   | Monument aux morts |
| Monument aux morts                                                                                                 | À déterminer                                        | Bugny                        | Dans l'église de l'Immaculée-Conception                                                                                   | Plaque.                                                                                              | À déterminer | à géolocaliser                   | Image manquante |
| Monument aux morts de 1914-1918                                                                                    | À déterminer                                        | Cernay-l'Église              | Dans l'église Saint-Antoine                                                                                               | Plaque.                                                                                              | À déterminer | à géolocaliser                   | Image manquante |
| Monument aux morts                                                                                                 | À déterminer                                        | Cernay-l'Église              | 2 avenue de l'Abbé Cuenin                                                                                                 | | À déterminer | 47° 15′ 32″ nord, 6° 49′ 59″ est | Monument aux morts de Cernay-l'Église |
| Monument aux morts                                                                                                 | À déterminer                                        | Chaffois                     | À côté de l'église de l'Assomption                                                                                        | | À déterminer | à géolocaliser                   | Monument aux morts |
| Monument aux morts                                                                                                 | À déterminer                                        | Chamesol                     | Rue de l'église | | À déterminer | 47° 20′ 50″ nord, 6° 51′ 19″ est | Monument aux morts de Chamesol |
| Monument aux morts                                                                                                 | À déterminer                                        | Champagney                   | À déterminer | | À déterminer | à géolocaliser                   | Monument aux morts |
| Monument aux morts                                                                                                 | À déterminer                                        | Chapelle-d'Huin              | À côté de l'église Notre-Dame de l'Assomption                                                                             | | À déterminer | à géolocaliser                   | Monument aux morts |
| Monument aux morts                                                                                                 | À déterminer                                        | Chapelle-des-Bois            | Dans le cimetière, à côté de l'église Saint-Jean-Baptiste                                                                 | | À déterminer | à géolocaliser                   | Monument aux morts |
| Monument aux morts                                                                                                 | À déterminer                                        | Charnay                      | À déterminer | | À déterminer | à géolocaliser                   | Monument aux morts |
| Monument aux morts                                                                                                 | À déterminer                                        | Chasnans                     | Intersection de la rue de la Vallée (RD 32) et du chemin de la Scie                                                       | | À déterminer | 47° 05′ 09″ nord, 6° 18′ 54″ est | Image manquante |
| Monument aux morts                                                                                                 | À déterminer                                        | Chassagne-Saint-Denis        | À déterminer | | À déterminer | à géolocaliser                   | Monument aux morts |
| Monument aux morts de 1914-1918                                                                                    | À déterminer                                        | Châtelblanc                  | Dans l'église de la Nativité-de-Notre-Dame                                                                                | Plaque.                                                                                              | À déterminer | à géolocaliser                   | Image manquante |
| Monument aux morts de 1914-1918                                                                                    | À déterminer                                        | Châtelblanc                  | À déterminer | | À déterminer | à géolocaliser                   | Monument aux morts de 1914-1918 |
| Monument aux morts de 1939-1945                                                                                    | À déterminer                                        | Châtelblanc                  | Dans le cimetière | | À déterminer | à géolocaliser                   | Image manquante |
| Monument aux morts                                                                                                 | À déterminer                                        | Châtillon-le-Duc             | À déterminer | | À déterminer | à géolocaliser                   | Monument aux morts |
| Monument aux morts                                                                                                 | À déterminer                                        | Chaux-les-Passavant          | À côté de la mairie | | À déterminer | à géolocaliser                   | Monument aux morts |
| Monument aux morts                                                                                                 | À déterminer                                        | Chaux-Neuve                  | À déterminer | Commémore Claude Ignace François Michaud.                                                            | À déterminer | à géolocaliser                   | Monument aux morts |
| Monument aux morts de 1870-1871                                                                                    | À déterminer                                        | Chemaudin                    | Dans le cimetière | | À déterminer | à géolocaliser                   | Image manquante |
| Monument aux morts                                                                                                 | À déterminer                                        | Chemaudin                    | À côté de l'église Saint-Alban                                                                                            | | À déterminer | à géolocaliser                   | Monument aux morts |
| Monument aux morts                                                                                                 | À déterminer                                        | Chevroz                      | À déterminer | | À déterminer | à géolocaliser                   | Monument aux morts |
| Monument aux soldats morts dans les combats des 25, 26 et 27 janvier 1871                                          | À déterminer                                        | Chouzelot                    | À déterminer | | À déterminer | à géolocaliser                   | Monument aux soldats morts dans les combats des 25, 26 et 27 janvier 1871                                                                       |
| Monument aux morts                                                                                                 | À déterminer                                        | Cordiron                     | À déterminer | | À déterminer | à géolocaliser                   | Monument aux morts |
| Monument aux morts de 1914-1918 de Battenans-Varin, Cour-Saint-Maurice et Vaucluse                                 | À déterminer                                        | Cour-Saint-Maurice           | Dans l'église Saint-Ursin                                                                                                 | Plaque.                                                                                              | À déterminer | à géolocaliser                   | Image manquante |
| Monument aux morts                                                                                                 | À déterminer                                        | Cour-Saint-Maurice           | À côté de l'église Saint-Ursin                                                                                            | | À déterminer | à géolocaliser                   | Monument aux morts |
| Monument aux morts                                                                                                 | À déterminer                                        | Courcelles-lès-Montbéliard   | À déterminer | | À déterminer | à géolocaliser                   | Image manquante |
| Monument aux morts                                                                                                 | À déterminer                                        | Courtetain-et-Salans         | À déterminer | | À déterminer | à géolocaliser                   | Monument aux morts |
| La France Victorieuse (d) et Poilu blessé (monument aux morts)                                                     | Copie d'après Jules Déchin                          | Courvières                   | À déterminer | | À déterminer | à géolocaliser                   | La France Victorieuse (d) et Poilu blessé (monument aux morts)                                                                                  |
| Monument aux morts                                                                                                 | Copie d'après Pierre Lorenzi                        | Cubrial                      | À côté de l'église | | À déterminer | à géolocaliser                   | Monument aux morts |
| Monument aux morts                                                                                                 | À déterminer                                        | Cubry                        | Sur le parvis de l'église                                                                                                 | | À déterminer | à géolocaliser                   | Monument aux morts |
| Monument aux morts de 1914-1918                                                                                    | À déterminer                                        | Cussey-sur-l'Ognon           | Dans l'église Saint-André                                                                                                 | Plaque.                                                                                              | À déterminer | à géolocaliser                   | Image manquante |
| Monument aux morts                                                                                                 | À déterminer                                        | Cussey-sur-Lison             | Dans le cimetière | | À déterminer | à géolocaliser                   | Monument aux morts |
| Monument aux morts de 1914-1918                                                                                    | À déterminer                                        | Dampierre-sur-le-Doubs       | Dans l'église Saint-Pierre-Saint-Paul                                                                                     | Plaque.                                                                                              | À déterminer | à géolocaliser                   | Image manquante |
| Monument aux morts                                                                                                 | À déterminer                                        | Damprichard                  | Sur la place 3e Tirailleurs Algériens, à côté de l'église Sainte-Marie-Madeleine                                          | Représente Saint Michel terrassant le dragon.                                                        | À déterminer | 47° 14′ 42″ nord, 6° 52′ 57″ est | Monument aux morts de Damprichard |
| On ne passe pas ! (monument aux morts)                                                                             | Copie d'après Joseph Carlier                        | Dannemarie                   | À déterminer | | À déterminer | à géolocaliser                   | Image manquante |
| Monument aux morts                                                                                                 | À déterminer                                        | Dasle                        | À déterminer | | À déterminer | à géolocaliser                   | Image manquante |
| Monument aux morts                                                                                                 | À déterminer                                        | Devecey                      | À déterminer | | À déterminer | à géolocaliser                   | Monument aux morts |
| Monument aux morts                                                                                                 | À déterminer                                        | Dommartin                    | Entre la mairie et l'église Saint-Martin, au bord de la rue de l'École (RD 305)                                           | | À déterminer | 46° 55′ 25″ nord, 6° 18′ 27″ est | Monument aux morts de Dommartin |
| Monument aux morts                                                                                                 | À déterminer                                        | Dommartin                    | Dans le narthex de l'église Saint-Martin                                                                                  | | À déterminer | à géolocaliser                   | Monument aux morts |
| Statue de Jeanne d'Arc (monument aux morts)                                                                        | Union internationale artistique de Vaucouleurs      | Dompierre-les-Tilleuls       | Entre la mairie et l'église Saint-Pierre et Saint-Paul                                                                    | Représente Jeanne d'Arc.                                                                             | À déterminer | à géolocaliser                   | Statue de Jeanne d'Arc (monument aux morts)« Monument aux morts de 1914-1918 à Dompierre-les-Tilleuls », sur À nos grands hommes                |
| Monument aux morts                                                                                                 | À déterminer                                        | Domprel                      | Dans l'église Saint-Martin                                                                                                | Plaque.                                                                                              | À déterminer | à géolocaliser                   | Image manquante |
| Monument aux morts                                                                                                 | Georges Laëthier                                    | Doubs                        | À côté de l'église de l'Assomption                                                                                        | | À déterminer | à géolocaliser                   | Monument aux morts |
| Poilu baïonnette au canon (d) (monument aux morts)                                                                 | Copie d'après Étienne Camus                         | Dung                         | À déterminer | | À déterminer | à géolocaliser                   | Image manquante |
| Monument aux morts                                                                                                 | À déterminer                                        | Échay                        | À déterminer | | À déterminer | à géolocaliser                   | Image manquante |
| Monument aux morts                                                                                                 | À déterminer                                        | École-Valentin               | À déterminer | | À déterminer | à géolocaliser                   | Image manquante |
| Monument aux morts                                                                                                 | À déterminer                                        | Écot                         | À déterminer | | À déterminer | à géolocaliser                   | Image manquante |
| Monument aux résistants morts                                                                                      | À déterminer                                        | Écot                         | À déterminer | | À déterminer | à géolocaliser                   | Monument aux résistants morts |
| Monument aux morts de 1870-1871                                                                                    | À déterminer                                        | Écurcey                      | À déterminer | Plaque.                                                                                              | 2020         | à géolocaliser                   | Image manquante |
| Monument aux morts 1914-1918                                                                                       | À déterminer                                        | Écurcey                      | À déterminer | Plaque.                                                                                              | 2015         | à géolocaliser                   | Image manquante |
| Monument aux morts                                                                                                 | À déterminer                                        | Émagny                       | À déterminer | | À déterminer | à géolocaliser                   | Image manquante |
| Monument aux morts                                                                                                 | À déterminer                                        | Épenouse                     | À côté de l'église Saint-Claude                                                                                           | | À déterminer | à géolocaliser                   | Image manquante |
| Monument aux morts                                                                                                 | À déterminer                                        | Épeugney                     | À déterminer | | À déterminer | à géolocaliser                   | Image manquante |
| Monument aux morts de 1870-1871                                                                                    | À déterminer                                        | Étalans                      | Dans le cimetière | | À déterminer | à géolocaliser                   | Image manquante |
| Monument aux morts                                                                                                 | À déterminer                                        | Étalans                      | Intersection de la Grande rue (RD 133) et de la rue d'Oupans                                                              | | À déterminer | 47° 08′ 53″ nord, 6° 16′ 15″ est | Monument aux morts d'Étalans |
| Poilu au repos (monument aux morts)                                                                                | Jules Guillin et copie d'après Étienne Camus        | Éternoz                      | Dans le cimetière, rue de l'Église                                                                                        | | À déterminer | 47° 00′ 27″ nord, 6° 01′ 47″ est | Monument aux morts d'Éternoz |
| Monument aux morts                                                                                                 | À déterminer                                        | Étouvans                     | À déterminer | | À déterminer | à géolocaliser                   | Image manquante |
| Monument aux résistants morts                                                                                      | À déterminer                                        | Étouvans                     | À déterminer | | À déterminer | à géolocaliser                   | Image manquante |
| Monument aux morts                                                                                                 | À déterminer                                        | Étrabonne                    | À côté de l'église Saint-Martin                                                                                           | | À déterminer | à géolocaliser                   | Image manquante |
| Monument aux morts                                                                                                 | À déterminer                                        | Étrappe                      | À déterminer | | À déterminer | à géolocaliser                   | Image manquante |
| Monument aux morts                                                                                                 | À déterminer                                        | Évillers                     | À déterminer | | À déterminer | à géolocaliser                   | Image manquante |
| Monument aux morts                                                                                                 | À déterminer                                        | Fertans                      | À déterminer | | À déterminer | à géolocaliser                   | Monument aux morts |
| Monument aux morts                                                                                                 | À déterminer                                        | Fessevillers                 | À déterminer | | À déterminer | à géolocaliser                   | Monument aux morts |
| Monument aux morts                                                                                                 | À déterminer                                        | Flagey                       | À déterminer | | À déterminer | à géolocaliser                   | Monument aux morts |
| Monument aux morts                                                                                                 | À déterminer                                        | Foucherans                   | À déterminer | | À déterminer | à géolocaliser                   | Monument aux morts |
| Monument aux morts                                                                                                 | À déterminer                                        | Fourcatier-et-Maison-Neuve   | Sur la façade de la mairie                                                                                                | | À déterminer | à géolocaliser                   | Monument aux morts |
| Monument aux morts                                                                                                 | À déterminer                                        | Fourg                        | À déterminer | | À déterminer | à géolocaliser                   | Monument aux morts |
| Monument aux morts                                                                                                 | À déterminer                                        | Franois                      | À déterminer | | À déterminer | à géolocaliser                   | Monument aux morts |
| Monument aux morts                                                                                                 | Georges Laëthier                                    | Frasne                       | Grande rue, à côté de l'église Saint-Georges                                                                              | Inscrit MH (2002).                                                                                   | À déterminer | 46° 51′ 21″ nord, 6° 09′ 32″ est | Image manquante |
| Monument aux morts                                                                                                 | À déterminer                                        | Fuans                        | Dans l'église de la Nativité-de-Saint-Jean-Baptiste                                                                       | Plaque.                                                                                              | À déterminer | à géolocaliser                   | Image manquante |
| Le Poilu victorieux (monument aux morts)                                                                           | Copie d'après Eugène Bénet                          | Gellin                       | Entre la rue de l'Église et le chemin Louis Pergaud                                                                       | | 1923         | 46° 44′ 02″ nord, 6° 14′ 21″ est | Monument aux morts de Gellin |
| Monument aux morts                                                                                                 | À déterminer                                        | Geneuille                    | À déterminer | | À déterminer | à géolocaliser                   | Monument aux morts |
| Monument aux morts de 1870-1871                                                                                    | À déterminer                                        | Geney                        | Dans le cimetière | | À déterminer | à géolocaliser                   | Image manquante |
| Monument aux morts                                                                                                 | À déterminer                                        | Gevresin                     | À côté de l'église Sainte-Madeleine                                                                                       | | À déterminer | à géolocaliser                   | Monument aux morts |
| Poilu baïonnette au canon (d) (monument aux morts)                                                                 | Copie d'après Étienne Camus                         | Glay                         | À côté de l'église Saints-Pierre-et-Paul                                                                                  | | À déterminer | à géolocaliser                   | Poilu baïonnette au canon (d) (monument aux morts)                                                                                              |
| Armistice et statue de Jeanne d'Arc (monument aux morts)                                                           | Copie d'après Jules Déchin                          | Glère                        | Sur la place principale                                                                                                   | Également appelé Poilu Armistice ou Armistice 11 novembre 1918. Représente Jeanne d'Arc.             | À déterminer | 47° 20′ 39″ nord, 6° 59′ 39″ est | Monument aux morts de Glère |
| Monument aux morts                                                                                                 | À déterminer                                        | Gouhelans                    | À déterminer | | À déterminer | à géolocaliser                   | Monument aux morts |
| Monument aux morts                                                                                                 | À déterminer                                        | Gonsans                      | À déterminer | | À déterminer | à géolocaliser                   | Monument aux morts |
| Monument aux morts                                                                                                 | À déterminer                                        | Goux-les-Usiers              | À déterminer | | À déterminer | à géolocaliser                   | Monument aux morts |
| Monument aux morts                                                                                                 | À déterminer                                        | Goux-sous-Landet             | À déterminer | | À déterminer | à géolocaliser                   | Monument aux morts |
| Monument aux morts de 1914-1918                                                                                    | À déterminer                                        | Granges-Narboz               | Dans l'église Sainte-Brigitte                                                                                             | Plaque.                                                                                              | À déterminer | à géolocaliser                   | Image manquante |
| Poilu au repos (monument aux morts)                                                                                | Copie d'après Étienne Camus                         | Guyans-Durnes                | À côté de l'église | | À déterminer | à géolocaliser                   | Image manquante |
| Statue de Jeanne d'Arc (monument aux morts)                                                                        | À déterminer                                        | Guyans-Vennes                | À côté de l'église Notre Dame de l'Assomption                                                                             | Représente Jeanne d'Arc.                                                                             | 1921         | à géolocaliser                   | Statue de Jeanne d'Arc (monument aux morts)« Monument aux morts de 1914-1918, ou Jeanne d'Arc à Guyans-Vennes », sur À nos grands hommes        |
| Monument aux morts                                                                                                 | À déterminer                                        | Houtaud                      | À côté de l'église Saint-Antoine, au bord de la Grande rue (RD 72)                                                        | | À déterminer | à géolocaliser                   | Monument aux morts |
| Monument aux morts                                                                                                 | À déterminer                                        | Houtaud                      | Dans l'église Saint-Antoine                                                                                               | Plaque.                                                                                              | À déterminer | à géolocaliser                   | Image manquante |
| Monument aux morts                                                                                                 | À déterminer                                        | Indevillers                  | À déterminer | | À déterminer | à géolocaliser                   | Monument aux morts |
| Monument aux morts                                                                                                 | À déterminer                                        | Jallerange                   | À déterminer | | À déterminer | à géolocaliser                   | Monument aux morts |
| Monument aux morts                                                                                                 | À déterminer                                        | Jougne                       | Dans le cimetière, à côté de la chapelle Saint-Maurice                                                                    | | À déterminer | 46° 45′ 29″ nord, 6° 23′ 28″ est | Monument aux morts de Jougne |
| Monument aux morts                                                                                                 | À déterminer                                        | Jougne                       | Dans l'église Saint-Jean-Baptiste                                                                                         | | À déterminer | à géolocaliser                   | Monument aux morts |
| Monument aux morts                                                                                                 | Albert David, Joseph Le Morvan et Georges Laëthier  | Jougne                       | Sur la place du Mont d'Or, au bord de la RD 423                                                                           | Inscrit MH (2004).                                                                                   | 1924         | 46° 45′ 35″ nord, 6° 23′ 21″ est | Monument aux morts de Jougne |
| Monument aux morts                                                                                                 | Georges Laëthier                                    | L'Isle-sur-le-Doubs          | À déterminer | | À déterminer | à géolocaliser                   | Monument aux morts |
| Monument aux morts                                                                                                 | À déterminer                                        | La Chaux                     | À déterminer | | À déterminer | à géolocaliser                   | Monument aux morts |
| Monument aux morts de 1870-1871                                                                                    | À déterminer                                        | La Cluse-et-Mijoux           | Au bord de la RN 57 | | 1872         | 46° 52′ 53″ nord, 6° 21′ 57″ est | Image manquante |
| Monument aux morts                                                                                                 | À déterminer                                        | La Cluse-et-Mijoux           | Dans l'église Saint-Pierre                                                                                                | Plaques, peinture et vitrail                                                                         | À déterminer | à géolocaliser                   | Image manquante |
| Monument aux morts,                                                                                                | Georges Laëthier                                    | La Cluse-et-Mijoux           | Au lieu-dit « le Frambourg », au bord de la RN 57                                                                         | Inscrit MH (2022).                                                                                   | 1923         | 46° 52′ 17″ nord, 6° 22′ 39″ est | Monument aux morts de La Cluse-et-Mijoux |
| Statue de Jeanne d'Arc (monument aux morts)                                                                        | Copie d'après Adolphe Roberton                      | La Grange                    | À déterminer | | À déterminer | 47° 16′ 50″ nord, 6° 39′ 54″ est | Image manquante |
| Monument aux morts                                                                                                 | À déterminer                                        | La Planée                    | Dans le cimetière, à côté de l'église de l'Assomption                                                                     | | À déterminer | à géolocaliser                   | Monument aux morts |
| Monument aux morts                                                                                                 | À déterminer                                        | La Vèze                      | Intersection de la Grande rue et de la rue des Lilas                                                                      | | À déterminer | à géolocaliser                   | Monument aux morts |
| Monument aux morts                                                                                                 | À déterminer                                        | Labergement-du-Navois        | À côté de l'église Saint-Léonard                                                                                          | | À déterminer | à géolocaliser                   | Monument aux morts |
| Monument aux morts                                                                                                 | À déterminer                                        | Labergement-Sainte-Marie     | Dans le cimetière, à côté de l'église Saint-Théodule                                                                      | | À déterminer | à géolocaliser                   | Image manquante |
| Monument aux morts                                                                                                 | À déterminer                                        | Labergement-Sainte-Marie     | Dans le narthex de l'église Saint-Théodule                                                                                | | À déterminer | à géolocaliser                   | Monument aux morts |
| Monument aux morts                                                                                                 | À déterminer                                        | Labergement-Sainte-Marie     | Sur la place du Souvenir                                                                                                  | | À déterminer | 46° 46′ 24″ nord, 6° 16′ 51″ est | Image manquante |
| Monument aux soldats morts dans les combats du 17 juin 1940                                                        | À déterminer                                        | Labergement-Sainte-Marie     | Sur le blockhaus B36 du secteur fortifié du Jura, rue de l'Abbaye                                                         | Plaque.                                                                                              | À déterminer | 46° 47′ 24″ nord, 6° 16′ 41″ est | Image manquante |
| Monument aux morts                                                                                                 | Enrico Campagnola                                   | Laire                        | À déterminer | | À déterminer | à géolocaliser                   | Monument aux morts |
| Poilu au repos (monument aux morts)                                                                                | Copie d'après Étienne Camus                         | Laissey                      | Près du rond-point de la Grande rue                                                                                       | Érigé[Où ?] en 1925.                                                                                 | 1955         | à géolocaliser                   | Image manquante |
| Monument aux résistants du groupe Guy Mocquet                                                                      | À déterminer                                        | Larnod                       | Sur la place du Souvenir                                                                                                  | | 2013         | à géolocaliser                   | Monument aux résistants du groupe Guy Mocquet                                                                                                   |
| Monument aux morts                                                                                                 | À déterminer                                        | Laval-le-Prieuré             | Dans l'église Saint-Sulpice                                                                                               | | À déterminer | à géolocaliser                   | Monument aux morts |
| Monument aux morts                                                                                                 | À déterminer                                        | Le Barboux                   | À déterminer | L'original de 1923 est détruit par une tempête.                                                      | 2008         | à géolocaliser                   | Monument aux morts |
| Monument aux morts                                                                                                 | À déterminer                                        | Le Bélieu                    | Dans l'abside de l'église Saint-François-d'Assise                                                                         | | À déterminer | à géolocaliser                   | Monument aux morts |
| Monument aux morts                                                                                                 | À déterminer                                        | Le Bélieu                    | À côté de l'église Saint-François-d'Assise                                                                                | | À déterminer | à géolocaliser                   | Image manquante |
| Monument aux morts                                                                                                 | À déterminer                                        | Le Bélieu                    | Dans la mairie | Plaques.                                                                                             | À déterminer | à géolocaliser                   | Image manquante |
| Monument aux morts du Luhier et Montbéliardot                                                                      | À déterminer                                        | Le Luhier                    | À déterminer | | À déterminer | à géolocaliser                   | Monument aux morts du Luhier et Montbéliardot                                                                                                   |
| Monument aux morts                                                                                                 | À déterminer                                        | Les Alliés                   | Dans le cimetière, à côté de l'église Sainte-Foy                                                                          | | À déterminer | à géolocaliser                   | Monument aux morts |
| Monument aux morts des Bréseux et Blanchefontaine                                                                  | À déterminer                                        | Les Bréseux                  | 26 bis rue Principale | | À déterminer | 47° 16′ 20″ nord, 6° 48′ 35″ est | Monument aux morts des Bréseux et Blanchefontaine                                                                                               |
| Statue de Jeanne d'Arc (monument aux morts)                                                                        | À déterminer                                        | Les Écorces                  | À déterminer | Représente Jeanne d'Arc.                                                                             | À déterminer | à géolocaliser                   | Statue de Jeanne d'Arc (monument aux morts) |
| Monument aux morts de 1914-1918                                                                                    | À déterminer                                        | Les Fourgs                   | Dans l'église de l'Assomption                                                                                             | | À déterminer | à géolocaliser                   | Monument aux morts de 1914-1918 |
| Poilu mourant dans les bras de la Victoire (monument aux morts)                                                    | À déterminer                                        | Les Fourgs                   | Au bord de la Grande rue (RD 6), entre la mairie et l'école                                                               | Érigé en 1921 devant la mairie.                                                                      | 2013         | 46° 50′ 06″ nord, 6° 24′ 00″ est | Monument aux morts des Fourgs |
| Monument aux morts                                                                                                 | À déterminer                                        | Les Grangettes               | Dans le cimetière, à côté de l'église de la Nativité-de-Saint-Jean-Baptiste                                               | | À déterminer | à géolocaliser                   | Monument aux morts |
| Monument aux morts                                                                                                 | À déterminer                                        | Les Grangettes               | Dans l'église de la Nativité-de-Saint-Jean-Baptiste                                                                       | Plaques.                                                                                             | À déterminer | à géolocaliser                   | Image manquante |
| Monument aux morts de 1914-1918                                                                                    | À déterminer                                        | Les Gras                     | Dans l'église Saint-Renobert                                                                                              | Plaque.                                                                                              | À déterminer | à géolocaliser                   | Image manquante |
| Monument aux morts                                                                                                 | À déterminer                                        | Les Gras                     | À déterminer | | À déterminer | à géolocaliser                   | Monument aux morts |
| Monument aux morts de 1914-1918                                                                                    | À déterminer                                        | Les Hôpitaux-Neufs           | Dans l'église Sainte-Catherine                                                                                            | | À déterminer | à géolocaliser                   | Monument aux morts de 1914-1918 |
| Monument aux morts                                                                                                 | À déterminer                                        | Les Hôpitaux-Neufs           | Intersection de la rue de la Sablière et de la route de la Poste (RD 9)                                                   | | À déterminer | 46° 46′ 34″ nord, 6° 22′ 19″ est | Monument aux morts des Hôpitaux-Neufs |
| Monument aux morts                                                                                                 | À déterminer                                        | Les Hôpitaux-Vieux           | Intersection de la rue de la Chapelle et du chemin du Pommeret, à côté de la chapelle Sainte-Philomène                    | | À déterminer | 46° 47′ 23″ nord, 6° 22′ 12″ est | Monument aux morts des Hôpitaux-Vieux |
| Monument aux morts                                                                                                 | À déterminer                                        | Les Plains-et-Grands-Essarts | Intersection de la rue Principale (RD 201) et de la rue de l'Église                                                       | | À déterminer | 47° 18′ 11″ nord, 6° 53′ 36″ est | Monument aux morts des Plains-et-Grands-Essarts                                                                                                 |
| Monument aux morts de 1914-1918                                                                                    | À déterminer                                        | Les Villedieu                | Dans l'église Saint-Joseph                                                                                                | | À déterminer | à géolocaliser                   | Monument aux morts de 1914-1918 |
| Statue de Jeanne d'Arc (monument aux morts)                                                                        | À déterminer                                        | Les Villedieu                | À déterminer | Représente Jeanne d'Arc.                                                                             | À déterminer | à géolocaliser                   | Statue de Jeanne d'Arc (monument aux morts) |
| Le Poilu mourant en défendant le Drapeau (monument aux morts)                                                      | À déterminer                                        | Levier                       | À déterminer | | À déterminer | à géolocaliser                   | Le Poilu mourant en défendant le Drapeau (monument aux morts)                                                                                   |
| On ne passe pas ! (monument aux morts)                                                                             | Copie d'après Joseph Carlier                        | Lizine                       | À déterminer | | À déterminer | à géolocaliser                   | On ne passe pas ! (monument aux morts) |
| Monument aux morts                                                                                                 | À déterminer                                        | Lods                         | Dans l'église Saint-Théodule                                                                                              | | À déterminer | à géolocaliser                   | Monument aux morts |
| Monument aux aviateurs australiens et britanniques morts le 1er septembre 1944                                     | À déterminer                                        | Lombard                      | Aire de la Résistance | | 1980         | à géolocaliser                   | Monument aux aviateurs australiens et britanniques morts le 1er septembre 1944                                                                  |
| Monument aux morts de 1914-1918                                                                                    | À déterminer                                        | Longevilles-Mont-d'Or        | Dans l'église Saint-Sylvestre                                                                                             | | À déterminer | à géolocaliser                   | Monument aux morts de 1914-1918 |
| Monument aux morts                                                                                                 | À déterminer                                        | Longevilles-Mont-d'Or        | Intersection de la rue de la Croix et de la rue du Centre (RD 45)                                                         | Le coq au sommet a disparu[Quand ?].                                                                 | 1922         | 46° 45′ 20″ nord, 6° 19′ 07″ est | Image manquante |
| Le Poilu victorieux (monument aux morts)                                                                           | Copie d'après Eugène Bénet                          | Loray                        | Intersection de la Grand rue et de la rue de la Mairie                                                                    | | À déterminer | à géolocaliser                   | Image manquante |
| Monument aux morts de 1870-1871                                                                                    | À déterminer                                        | Maîche                       | Dans le cimetière | | À déterminer | à géolocaliser                   | Image manquante |
| Façade du souvenir (monument aux morts)                                                                            | Sébastien Chaperon                                  | Malbrans                     | Sur la façde de l'ancienne tuilerie des Combes de Punay                                                                   | Remplace le précédent monument.                                                                      | 2018         | à géolocaliser                   | Façade du souvenir (monument aux morts) |
| Monument aux morts                                                                                                 | À déterminer                                        | Malbuisson                   | Dans l'église Saint-Claude                                                                                                | Plaques.                                                                                             | À déterminer | à géolocaliser                   | Image manquante |
| Monument aux morts                                                                                                 | À déterminer                                        | Malbuisson                   | Intersection de la route du Fort et de la Grande rue (RD 437), à côté de la mairie                                        | | À déterminer | à géolocaliser                   | Image manquante |
| Monument aux morts                                                                                                 | À déterminer                                        | Malpas                       | Dans le cimetière | | À déterminer | à géolocaliser                   | Image manquante |
| Poilu au repos (monument aux morts)                                                                                | Copie d'après Étienne Camus                         | Mancenans                    | Intersection de la rue principale et de la grande rue                                                                     | | À déterminer | à géolocaliser                   | Image manquante |
| Monument aux morts de 1870-1871                                                                                    | À déterminer                                        | Mathay                       | Dans le cimetière | | À déterminer | à géolocaliser                   | Image manquante |
| Poilu baïonnette au canon (d) (monument aux morts)                                                                 | Copie d'après Étienne Camus                         | Mathay                       | À déterminer | | À déterminer | à géolocaliser                   | Image manquante |
| Monument aux morts                                                                                                 | À déterminer                                        | Médière                      | À côté de la mairie | | À déterminer | à géolocaliser                   | Monument aux morts |
| Monument aux morts                                                                                                 | À déterminer                                        | Mésandans                    | Sur le parvis de la chapelle                                                                                              | | À déterminer | à géolocaliser                   | Monument aux morts |
| Monument aux morts                                                                                                 | À déterminer                                        | Meslières                    | Sur la place Centrale | Érigé[Quand ?] ailleurs[Où ?] à l'origine.                                                           | 2020         | 47° 24′ 56″ nord, 6° 53′ 20″ est | Monument aux morts de Meslières |
| Monument aux morts                                                                                                 | À déterminer                                        | Métabief                     | Rue du village (RD 385), sur le parvis de l'église de la Présentation-de-Notre-Dame                                       | | À déterminer | à géolocaliser                   | Monument aux morts |
| Monument aux morts                                                                                                 | À déterminer                                        | Miserey-Salines              | À déterminer | | À déterminer | à géolocaliser                   | Monument aux morts |
| Monument aux morts                                                                                                 | Armand Bloch                                        | Montbéliard                  | Dans le square du Souvenir                                                                                                | Inscrit MH (2022). Érigé sur l'esplanade des princes en 1922.                                        | 1992         | 47° 30′ 29″ nord, 3° 48′ 00″ est | Monument aux morts de Montbéliard |
| Monument aux morts de 1914-1918                                                                                    | À déterminer                                        | Montbenoît                   | Dans le narthex de l'église abbatiale                                                                                     | Plaque et vitral.                                                                                    | À déterminer | à géolocaliser                   | Image manquante |
| Monument aux morts                                                                                                 | À déterminer                                        | Montbenoît                   | À déterminer | | À déterminer | à géolocaliser                   | Monument aux morts |
| Monument aux morts                                                                                                 | À déterminer                                        | Montgesoye                   | Sur la place de la République (RD 133)                                                                                    | | À déterminer | 47° 04′ 53″ nord, 6° 11′ 23″ est | Monument aux morts de Montgesoye |
| Monument aux morts                                                                                                 | À déterminer                                        | Montmahoux                   | En face de l'église Saint-Point                                                                                           | | À déterminer | à géolocaliser                   | Monument aux morts |
| Monument aux résistants morts                                                                                      | À déterminer                                        | Montmahoux                   | Sur le mont Mahoux | | À déterminer | à géolocaliser                   | Monument aux résistants morts |
| Monument aux morts                                                                                                 | À déterminer                                        | Montperreux                  | Dans l'église Sainte-Madeleine                                                                                            | | À déterminer | à géolocaliser                   | Monument aux morts |
| Monument aux morts                                                                                                 | À déterminer                                        | Montperreux                  | Dans le cimetière, à côté de l'église Sainte-Madeleine                                                                    | | À déterminer | 46° 49′ 32″ nord, 6° 20′ 25″ est | Monument aux morts de Montperreux |
| Monument aux morts                                                                                                 | À déterminer                                        | Montrond-le-Château          | Intersection de la Grande rue (RD 102) et de la rue de l'Église, à côté de l'église Saint-Georges                         | | À déterminer | 47° 08′ 34″ nord, 6° 02′ 49″ est | Monument aux morts de Montrond-le-Château |
| Monument aux morts                                                                                                 | À déterminer                                        | Morre                        | À déterminer | | À déterminer | à géolocaliser                   | Monument aux morts |
| Monument aux morts                                                                                                 | Georges Serraz et Louis Hertig                      | Morteau                      | Sur l'esplanade du 24 août 1944                                                                                           | Inscrit MH (2022).                                                                                   | 1922         | à géolocaliser                   | Image manquante |
| Pietà (Monument aux morts de 1914-1918)                                                                            | À déterminer                                        | Mouthe                       | Dans l'église de l'Assomption                                                                                             | Représente une Pietà.                                                                                | À déterminer | à géolocaliser                   | Pietà (Monument aux morts de 1914-1918) |
| Monument aux morts                                                                                                 | À déterminer                                        | Mouthe                       | Sur la place de l'Église, à l'intersection de la RD 433 et de la Grande rue (RD 437), à côté de la fromagerie             | | À déterminer | 46° 42′ 38″ nord, 6° 11′ 34″ est | Monument aux morts de Mouthe |
| Monument aux morts                                                                                                 | À déterminer                                        | Naisey-les-Granges           | À déterminer | | À déterminer | à géolocaliser                   | Monument aux morts |
| Monument aux morts                                                                                                 | À déterminer                                        | Nancray                      | Sur la place de la Mairie                                                                                                 | | À déterminer | 47° 14′ 46″ nord, 6° 10′ 57″ est | Monument aux morts de Nancray |
| Monument aux morts de 1870-1871                                                                                    | À déterminer                                        | Nods                         | Sur le parvis de l'église Saints-Pierre-et-Paul                                                                           | | À déterminer | à géolocaliser                   | Monument aux morts de 1870-1871 |
| Monument aux morts                                                                                                 | À déterminer                                        | Nods                         | Sur le parvis de l'église Saints-Pierre-et-Paul                                                                           | | À déterminer | 47° 05′ 45″ nord, 6° 20′ 19″ est | Monument aux morts de Nods |
| Pietà (monument aux morts)                                                                                         | À déterminer                                        | Noël-Cerneux                 | À déterminer | Représente une Pietà.                                                                                | À déterminer | à géolocaliser                   | Pietà (monument aux morts) |
| Monument aux morts de 1914-1918                                                                                    | À déterminer                                        | Noironte                     | Dans l'église Saint-Martin                                                                                                | | À déterminer | à géolocaliser                   | Monument aux morts de 1914-1918 |
| Monument aux morts                                                                                                 | À déterminer                                        | Noironte                     | À côté de l'église Saint-Martin                                                                                           | | 1921         | à géolocaliser                   | Monument aux morts |
| Monument aux morts                                                                                                 | À déterminer                                        | Orchamps-Vennes              | À déterminer | | À déterminer | à géolocaliser                   | Monument aux morts« Monument aux morts de 1914-1918 à Orchamps-Vennes », sur À nos grands hommes                                                |
| Monument aux morts de 1870-1871                                                                                    | À déterminer                                        | Ornans                       | Dans le cimetière | | 1872         | à géolocaliser                   | Image manquante |
| Monument aux morts                                                                                                 | À déterminer                                        | Ornans                       | Dans l'église Saint-Laurent                                                                                               | | À déterminer | à géolocaliser                   | Monument aux morts |
| Monument aux morts,                                                                                                | Georges Laëthier                                    | Ornans                       | Rue Pierre Vernier (RD 67)                                                                                                | Inscrit MH (2022).                                                                                   | À déterminer | à géolocaliser                   | Monument aux morts« Monument aux morts à Ornans », sur plateforme ouverte du patrimoine,« Monument aux morts de 14-18 à Ornans », sur e-monumen |
| Monument aux morts d'Ouhans et de Renédale                                                                         | À déterminer                                        | Ouhans                       | Sur le parvis de l'église Saint-Maurice                                                                                   | | À déterminer | 46° 59′ 55″ nord, 6° 17′ 38″ est | Monument aux morts d'Ouhans et de Renédale |
| Monument aux morts                                                                                                 | Jean-Louis Chorel                                   | Oye-et-Pallet                | Intersection de la rue de la Fauconnière (RD 437) et de la rue des Écoles (RD 248)                                        | | 1921         | 46° 51′ 21″ nord, 6° 20′ 10″ est | Monument aux morts d'Oye-et-Pallet |
| Monument aux morts                                                                                                 | Georges Laëthier                                    | Pagney                       | À déterminer | | À déterminer | 47° 14′ 56″ nord, 5° 41′ 59″ est | Monument aux morts de Pagney |
| On ne passe pas ! (monument aux morts)                                                                             | Copie d'après Joseph Carlier                        | Pelousey                     | À déterminer | | À déterminer | à géolocaliser                   | Image manquante |
| Monument aux morts                                                                                                 | À déterminer                                        | Pessans                      | À déterminer | | À déterminer | à géolocaliser                   | Monument aux morts |
| Monument aux morts                                                                                                 | À déterminer                                        | Petite-Chaux                 | À côté de la mairie | | À déterminer | à géolocaliser                   | Monument aux morts |
| Monument aux morts                                                                                                 | À déterminer                                        | Pierrefontaine-lès-Blamont   | Au carrefour, Rue de la Ribe                                                                                              | | À déterminer | 47° 22′ 31″ nord, 6° 50′ 24″ est | Monument aux morts de Pierrefontaine-lès-Blamont                                                                                                |
| Monument aux morts                                                                                                 | Georges Laëthier                                    | Pontarlier                   | Dans le cimetière | Inscrit MH (2022).                                                                                   | À déterminer | à géolocaliser                   | Image manquante |
| Monument aux morts                                                                                                 | À déterminer                                        | Pontarlier                   | Dans l'église Saint-Bénigne                                                                                               | Plaques.                                                                                             | 1920         | à géolocaliser                   | Image manquante |
| Monument aux martyrs de la déportation                                                                             | À déterminer                                        | Pontarlier                   | Rue de Morteau | | À déterminer | 46° 54′ 18″ nord, 6° 21′ 27″ est | Image manquante |
| Monument aux morts de la bataille du Larmont le 5 septembre 1944                                                   | À déterminer                                        | Pontarlier                   | Chemin du Larmont | | À déterminer | à géolocaliser                   | Image manquante |
| Monument aux morts de Pont-de-Roide                                                                                | Eugène Léon L'Hoëst                                 | Pont-de-Roide-Vermondans     | Dans le parc Georges Peugeot                                                                                              | | À déterminer | 47° 22′ 54″ nord, 6° 46′ 26″ est | Monument aux morts de Pont-de-Roide |
| On ne passe pas ! (monument aux morts)                                                                             | Copie d'après Joseph Carlier                        | Pouilley-les-Vignes          | À déterminer | | À déterminer | à géolocaliser                   | On ne passe pas ! (monument aux morts) |
| Monument aux morts                                                                                                 | À déterminer                                        | Pouligney-Lusans             | À déterminer | | À déterminer | à géolocaliser                   | Monument aux morts |
| On ne passe pas ! (monument aux morts)                                                                             | Copie d'après Joseph Carlier                        | Pugey                        | À déterminer | | À déterminer | à géolocaliser                   | On ne passe pas ! (monument aux morts) |
| Monument aux morts d'avant 1914-1918                                                                               | À déterminer                                        | Quingey                      | Dans le cimetière | | À déterminer | à géolocaliser                   | Monument aux morts d'avant 1914-1918 |
| Monument aux morts                                                                                                 | À déterminer                                        | Randevillers                 | À côté de l'église de la Nativité-de-Notre-Dame                                                                           | | À déterminer | à géolocaliser                   | Monument aux morts |
| Monument aux morts                                                                                                 | À déterminer                                        | Rang                         | À déterminer | | À déterminer | à géolocaliser                   | Monument aux morts |
| Monument aux morts                                                                                                 | À déterminer                                        | Recologne                    | À déterminer | | À déterminer | à géolocaliser                   | Monument aux morts |
| Monument aux morts                                                                                                 | À déterminer                                        | Remoray-Boujeons             | À déterminer | | À déterminer | à géolocaliser                   | Monument aux morts |
| Statue de Jeanne d'Arc (monument aux morts)                                                                        | À déterminer                                        | Reugney                      | À déterminer | Représente Jeanne d'Arc.                                                                             | À déterminer | à géolocaliser                   | Statue de Jeanne d'Arc (monument aux morts) |
| Monument aux morts                                                                                                 | À déterminer                                        | Rochejean                    | À côté de l'église Saint-Jean-Baptiste                                                                                    | | À déterminer | à géolocaliser                   | Monument aux morts |
| Monument aux morts                                                                                                 | À déterminer                                        | Rochejean                    | Dans l'église Saint-Jean-Baptiste                                                                                         | | À déterminer | à géolocaliser                   | Monument aux morts |
| Monument aux morts                                                                                                 | À déterminer                                        | Roches-lès-Blamont           | Rue Frédéric Joliot-Curie                                                                                                 | | À déterminer | 47° 24′ 37″ nord, 6° 51′ 09″ est | Monument aux morts de Roches-lès-Blamont |
| Monument aux morts                                                                                                 | À déterminer                                        | Romain                       | À côté de l'église Saint-Jean-l'Évangéliste, dans le cimetière                                                            | | À déterminer | à géolocaliser                   | Monument aux morts |
| Monument aux morts                                                                                                 | À déterminer                                        | Ronchaux                     | À déterminer | | À déterminer | à géolocaliser                   | Monument aux morts |
| Monument aux morts                                                                                                 | À déterminer                                        | Rougemont                    | Dans le cimetière | | À déterminer | à géolocaliser                   | Monument aux morts |
| Monument aux morts                                                                                                 | À déterminer                                        | Rougemont                    | À déterminer | | À déterminer | à géolocaliser                   | Monument aux morts |
| Monument aux pompiers morts en service                                                                             | À déterminer                                        | Rougemont                    | À côté de la caserne des pompiers                                                                                         | | À déterminer | à géolocaliser                   | Monument aux pompiers morts en service |
| Monument aux morts                                                                                                 | À déterminer                                        | Routelle                     | À déterminer | | À déterminer | à géolocaliser                   | Monument aux morts |
| Monument aux morts de 1914-1918                                                                                    | À déterminer                                        | Saint-Antoine                | Dans l'église Saint-Antoine                                                                                               | Plaque.                                                                                              | À déterminer | à géolocaliser                   | Image manquante |
| Monument aux morts                                                                                                 | À déterminer                                        | Saint-Antoine                | Dans le cimetière, à côté de l'église Saint-Antoine                                                                       | | À déterminer | 46° 46′ 37″ nord, 6° 20′ 16″ est | Monument aux morts de Saint-Antoine |
| Monument aux morts                                                                                                 | À déterminer                                        | Saint-Point-Lac              | Dans le cimetière, à côté de l'église Saint-Point                                                                         | | À déterminer | 46° 48′ 49″ nord, 6° 18′ 08″ est | Monument aux morts de Saint-Point-Lac |
| Monument aux morts                                                                                                 | Henri Bouchard                                      | Saint-Vit                    | Sur la place de la Mairie                                                                                                 | | 1921         | à géolocaliser                   | Monument aux morts |
| Monument aux morts en déportation                                                                                  | À déterminer                                        | Saint-Vit                    | À déterminer | | À déterminer | à géolocaliser                   | Monument aux morts en déportation |
| Monument aux morts                                                                                                 | À déterminer                                        | Sainte-Colombe               | À côté de l'église Sainte-Colombe                                                                                         | | À déterminer | à géolocaliser                   | Monument aux morts |
| Monument aux morts                                                                                                 | À déterminer                                        | Sainte-Suzanne               | À déterminer | | À déterminer | à géolocaliser                   | Image manquante |
| Monument aux morts                                                                                                 | Louis Hertig                                        | Sancey-le-Grand              | À côté de la mairie | | À déterminer | à géolocaliser                   | Monument aux morts |
| Monument aux morts                                                                                                 | À déterminer                                        | Sancey-le-Long               | Dans la basilique Sainte-Jeanne-Antide Thouret                                                                            | | À déterminer | à géolocaliser                   | Image manquante |
| Monument aux morts                                                                                                 | À déterminer                                        | Saône                        | À côté de l'église Saint-Victor                                                                                           | | À déterminer | à géolocaliser                   | Monument aux morts |
| Monument aux morts                                                                                                 | À déterminer                                        | Sarrageois                   | À déterminer | | À déterminer | à géolocaliser                   | Monument aux morts« Monument aux morts de 14-18 à Sarrageois », sur e-monumen                                                                   |
| Monument aux morts                                                                                                 | À déterminer                                        | Saules                       | Dans le cimetière, à côté de l'église Saint-Nicolas                                                                       | | À déterminer | à géolocaliser                   | Monument aux morts |
| Monument aux morts                                                                                                 | À déterminer                                        | Sauvagney                    | À côté de l'église de la Nativité-de-la-Sainte-Vierge                                                                     | | À déterminer | à géolocaliser                   | Monument aux morts |
| Monument aux morts de 1914-1918                                                                                    | À déterminer                                        | Sombacour                    | Dans l'église Saint-Gervais-Saint-Protais                                                                                 | | À déterminer | à géolocaliser                   | Monument aux morts de 1914-1918 |
| Monument aux morts                                                                                                 | Jules Guillin                                       | Sombacour                    | À déterminer | Inscrit MH (2022).                                                                                   | À déterminer | 46° 57′ 02″ nord, 6° 15′ 33″ est | Monument aux morts de Sombacour |
| On ne passe pas ! (monument aux morts)                                                                             | Copie d'après Joseph Carlier                        | Thoraise                     | À déterminer | | À déterminer | à géolocaliser                   | Image manquante |
| Monument aux morts                                                                                                 | À déterminer                                        | Touillon-et-Loutelet         | Rue de la Rochette (RD 382)                                                                                               | Inscrit MH (2022).                                                                                   | À déterminer | 46° 47′ 32″ nord, 6° 21′ 04″ est | Image manquante |
| Monument aux morts                                                                                                 | Louis Hertig                                        | Trévillers                   | Sur la place devant l'église de l'Assomption                                                                              | Inscrit MH (2022). Surmonté d'une statue représentant le Sacré-Cœur de Jésus.                        | 1921         | 47° 16′ 54″ nord, 6° 51′ 59″ est | Monument aux morts de Trévillers |
| Monument aux morts                                                                                                 | À déterminer                                        | Uzelle                       | À côté de l'église Saint-Bénigne                                                                                          | | À déterminer | à géolocaliser                   | Monument aux morts |
| Monument aux morts                                                                                                 | Henri Vallette                                      | Valentigney                  | Sur la place du Souvenir français                                                                                         | | 1920         | 47° 27′ 38″ nord, 6° 53′ 39″ est | Monument aux morts de Valentigney |
| Monument aux morts                                                                                                 | À déterminer                                        | Vandoncourt                  | À côté du temple de la très Sainte Trinité                                                                                | | À déterminer | à géolocaliser                   | Image manquante |
| La Défense du drapeau (d) (monument aux morts de 1870-1871)                                                        | Copie d'après Aristide Croisy                       | Vaux-et-Chantegrue           | Sur la place de la Pyramide                                                                                               | | À déterminer | 46° 48′ 37″ nord, 6° 15′ 04″ est | Monument aux morts de 1870-1871 de Vaux-et-Chantegrue                                                                                           |
| Monument aux morts de 1914-1918                                                                                    | Charles Desvergnes                                  | Vaux-et-Chantegrue           | Sur la place de la Pyramide                                                                                               | | À déterminer | 46° 48′ 37″ nord, 6° 15′ 04″ est | Monument aux morts de 1914-1918 de Vaux-et-Chantegrue                                                                                           |
| Monument aux morts                                                                                                 | À déterminer                                        | Venise                       | À déterminer | | À déterminer | à géolocaliser                   | Monument aux morts |
| Monument aux morts                                                                                                 | À déterminer                                        | Vercel-Villedieu-le-Camp     | À déterminer | | À déterminer | à géolocaliser                   | Monument aux morts |
| Monument aux morts                                                                                                 | À déterminer                                        | Vermondans                   | Sur la façade de la mairie                                                                                                | | À déterminer | 47° 23′ 22″ nord, 6° 45′ 17″ est | Monument aux morts de Vermondans |
| Monument aux morts                                                                                                 | À déterminer                                        | Vernierfontaine              | À déterminer | | À déterminer | à géolocaliser                   | Monument aux morts |
| Monument aux morts                                                                                                 | À déterminer                                        | Verrières-de-Joux            | Devant la poste, à côté de l'église Saint-Sébastien                                                                       | | À déterminer | à géolocaliser                   | Monument aux morts |
| Monument aux morts                                                                                                 | À déterminer                                        | Villars-lès-Blamont          | Rue de la Rêverotte, près de la fontaine                                                                                  | | À déterminer | 47° 22′ 21″ nord, 6° 52′ 20″ est | Monument aux morts de Villars-lès-Blamont |
| Monument aux soldats algériens du 3e RTA et Marocains du 6e RTM, tués en lors des combats de la Libération en 1944 | À déterminer                                        | Villars-lès-Blamont          | Dans le carré militaire du cimetière, Rue de Damvant                                                                      | | 22 juin 2019 | 47° 22′ 16″ nord, 6° 52′ 45″ est | Monument aux soldats algériens du 3e RTA et Marocains du 6e RTM, tués en lors des combats de la Libération en 1944                              |
| Monument aux morts                                                                                                 | À déterminer                                        | Villars-Saint-Georges        | À déterminer | | À déterminer | à géolocaliser                   | Monument aux morts |
| La Victoire en chantant (monument aux morts)                                                                       | Copie d'après Charles Édouard Richefeu              | Villeneuve-d'Amont           | Sur la place de la mairie                                                                                                 | | À déterminer | 46° 56′ 20″ nord, 6° 01′ 57″ est | Monuments aux morts de Villeneuve-d'Amont |
| Monument aux morts                                                                                                 | À déterminer                                        | Villers-le-Lac               | À déterminer | | À déterminer | à géolocaliser                   | Image manquante |
| Monument aux morts                                                                                                 | À déterminer                                        | Villers-Saint-Martin         | À côté de l'église Saint-Martin                                                                                           | | À déterminer | à géolocaliser                   | Image manquante |
| Le Poilu mourant en défendant le Drapeau (monument aux morts)                                                      | À déterminer                                        | Villers-sous-Chalamont       | À déterminer | | À déterminer | à géolocaliser                   | Image manquante |
| Monument aux morts                                                                                                 | René Bertrand-Boutée                                | Villers-sous-Montrond        | Route de Merey | | À déterminer | à géolocaliser                   | Image manquante |
| Monument aux morts                                                                                                 | À déterminer                                        | Voillans                     | Sur la place du Souvenir, devant la mairie                                                                                | | À déterminer | à géolocaliser                   | Image manquante |
| Monument aux morts dans les combats des 24, 25 et 26 janvier 1871                                                  | À déterminer                                        | Vorges-les-Pins              | Sur le mont Gardot | | À déterminer | à géolocaliser                   | Monument aux morts dans les combats des 24, 25 et 26 janvier 1871                                                                               |
| Monument aux morts                                                                                                 | À déterminer                                        | Vorges-les-Pins              | À côté de l'église Saints-Pierre-et-Paul                                                                                  | | À déterminer | à géolocaliser                   | Monument aux morts |
| Le Poilu victorieux (monument aux morts)                                                                           | Copie d'après Eugène Bénet                          | Voujeaucourt                 | À déterminer | | À déterminer | à géolocaliser                   | Image manquante |
| Monument aux morts                                                                                                 | À déterminer                                        | Vuillafans                   | À côté de l'église de l'Assomption                                                                                        | | À déterminer | à géolocaliser                   | Image manquante |
| Monument aux morts                                                                                                 | À déterminer                                        | Vuillecin                    | Intersection de la rue de Traverse et de la rue de Pontarlier (RD 130E), à côté de la mairie                              | | À déterminer | 46° 56′ 20″ nord, 6° 19′ 21″ est | Monument aux morts de Vuillecin |
| Monument aux morts                                                                                                 | À déterminer                                        | Vyt-lès-Belvoir              | À déterminer | | À déterminer | à géolocaliser                   | Monument aux morts |

## Monuments disparus ou retirés
| Œuvre              | Auteur       | Commune  | Localisation | Notes                                                               | Installation | Coordonnées    | Illustration       |
| ------------------ | ------------ | -------- | ------------ | ------------------------------------------------------------------- | ------------ | -------------- | ------------------ |
| Monument aux morts | À déterminer | Malbrans |              | Retiré en 2018[pourquoi ?] pour être remplacé par un monument neuf. | À déterminer | à géolocaliser | Monument aux morts |